# Achtkarspelen
Achtkarspelen – gmina w Holandii, w prowincji Fryzja. Na terenie gminy znajduje się kilkanaście miejscowości: Augustinusga, Boelenslaan, Buitenpost, Drogeham, Gerkesklooster, Stroobos, Harkema, Kootstertille, Surhuisterveen, Surhuizum, Twijzel, Twijzelerheide.